# Rose Rose
Pour les articles homonymes, voir Rose.
Rose Rose (née Doré), née le 2 novembre 1914 à Ferme-Neuve et décédée le 23 janvier 1981 à Montréal, est une militante pour le droit des prisonniers politiques. Elle est la mère de Paul et Jacques Rose, figures incontournables du Front de libération du Québec (FLQ) et de la crise d’Octobre.
Rose Rose passe à la postérité dans les années 1970, alors qu'elle milite publiquement pour la libération de ses fils et crée, avec l'avocat Robert Lemieux et l'humoriste Yvon Deschamps, le Comité d'information sur les prisonniers politiques (CIPP). Elle est également la grand-mère du cinéaste québécois Félix Rose, qui en fait l'une des principales protagonistes de son documentaire Les Rose (2020).

## Biographie

### Enfance et vie familiale
Rose Doré naît le 2 novembre 1914 à Ferme-Neuve (Laurentides), dans une famille d'agriculteurs. Elle est l’une des six enfants de Odile Doré et Bernadette Lavoie. La famille Doré est déracinée lors de la crise économique de 1929, alors qu'elle quitte la campagne et déménage à Montréal afin d'améliorer ses conditions de vie.
C'est là que la jeune Rose s'éprend de Jean-Paul Rose (1917-1980), prodige au piano, résidant de Saint-Henri et ouvrier  de l’usine de sucre Redpath Dominion Sugar. Travaillant à l'usine de tabac de l'Imperial Tobacco pour soutenir l'économie familiale, Rose Doré doit patienter onze ans avant de pouvoir se marier à Jean-Paul Rose, en janvier 1942. À la fin de l'année, Rose Rose quitte son emploi à l'usine après le décès de son premier enfant, mort-née à cause d’une surexposition au tabac. Rose Rose donnera naissance à cinq enfants: Paul (1943), Lise (1945), Jacques (1947), Suzanne (1953) et Claire (1959).
En 1951, la famille Rose déménage à Jacques-Cartier, un quasi-bidonville aujourd'hui annexé à Longueuil. La famille évolue dans des conditions difficiles, alors que leur maison ne compte pas de fondation, que ses murs ne sont pas isolés et que le système d'aqueduc n'est pas encore mis en place. Durant les années 1960, en pleine Révolution tranquille, ses enfants réussissent tout de même à accéder à l'éducation, notamment son fils Paul, qui obtient un baccalauréat en sciences politiques.

### Militantisme

#### Crise d'Octobre
En accédant à l'éducation, Paul et Jacques Rose renforcent leur conscientisation politique et développent une conscience de classe. Cela se reflète sur leur mère, qui commence à s'impliquer dans des actions militantes aux-côtés de ses fils. La famille n'avait pourtant pas l'habitude de s'impliquer politiquement, comme le souligne Rose Rose dans une entrevue accordée à La Patrie en janvier 1971, alors que le procès de son fils Paul Rose était en cours:  

« Ici, dans la maison, il ne fallait pas parler de politique. Mon mari ne voulait pas de discussions là-dessus. Alors personne en-parlait. [...] Un soir, ils parlaient d'indépendance. Mais leur père leur a fait remarquer qu'il n'aimait pas parler politique. La politique, ça entraînait toujours des chicanes. Personne n'en parlait plus. Ils venaient nous voir pour nous aider ou parce qu'ils s'ennuyaient de nous. »

Dans la même entrevue, Rose Rose explique que Paul Rose, alors qu'il avait un poste enviable d'enseignant auprès des enfants handicapés, a décidé de tout lâcher pour lutter contre ce qu'il considérait être des injustices:

« [...] Paul trouvait qu'il y avait trop de misère partout et pas de place pour les jeunes qui n'ont pas d'argent. C'est alors qu'il a pris son propre argent et est allé louer la Maison du Pêcheur à Percé pour accueillir les jeunes. »

Rose Rose ne se doutait toutefois pas que ses fils iraient plus loin, alors que ces derniers participent à la création d'un nouveau réseau du Front de libération du Québec (FLQ) à l'automne 1969. Elle fait même partie du voyage lorsque les frères Rose partent aux États-Unis afin de tenter, sans succès, de se procurer des armes au Texas en septembre 1970. Rose Rose et sa fille Claire, qui accompagne également ses frères, ne sont toutefois pas au courant de leurs activités et leur servent de couverture. Les frères Rose et la cellule Chénier enlèveront par la suite le vice-premier ministre du Québec, Pierre Laporte, qui mourra entre leurs mains, en octobre 1970, dans des circonstances qui restent encore à élucider.
Lorsque la Loi sur les mesures de guerre est promulguée dans la nuit du 15 au 16 octobre 1970, les policiers débarquent sans surprise chez les Rose, menaçant notamment Rose Rose avec un fusil afin d'obtenir des informations sur ses fils. La mère de famille et ses filles, Lise et Suzanne, seront détenues plusieurs jours, subissant les interrogatoires serrés et parfois même les violences des policiers,. La plus jeune, Claire (11 ans), est laissée seule au domicile familial.  

#### Création du CIPP
Lors des procès de Paul et Jacques Rose, Rose Rose est découverte par le grand public alors qu'elle devient une figure médiatique incontournable en se portant publiquement à la défense de ses fils incarcérés. En décembre 1972, dans La Presse, elle affirme d'ailleurs avoir reçu une centaine de lettres de soutien. En avril 1976, avec l'avocat Robert Lemieux et l'humoriste Yvon Deschamps, Rose Rose crée le Comité d'information sur les prisonniers politiques (CIPP), voué à la défense de ce qu'on considère être les «prisonniers politiques» de la crise d'Octobre ,. D'éminentes personnalités québécoises s'impliqueront au CIPP, notamment le poète et chanteur Gilles Vigneault, le poète Gaston Miron, l'écrivain Gérald Godin, l'artiste Armand Vaillancourt, le syndicaliste Gérald Larose ou encore le cinéaste Pierre Perrault,. Armand Vaillancourt, très proche de la famille Rose, affirme avoir été une présence bienveillante auprès de Rose Rose lorsqu'il militait au CIPP:  

« J'étais souvent avec Mme Rose quand je travaillais au Comité d'information sur les prisonniers politiques (CIPP) après 70 [...] À cette époque, personne n'était capable de me «brûler». Une journée, un gars arrivait et Mme Rose me disait: «C'est un gars de Saint-Henri qui veut nous aider.» Elle faisait confiance trop facilement. Moi, je lui faisais passer un interrogatoire. Si le gars était honnête, il se disait «Vaillancourt, c'est pas un fou.» Mais si c'était un écœurant, il ne revenait pas. Comme de fait, il ne revenait pas, c'était un informateur, et c'est arrivé plusieurs fois. »

En 1978, avec la participation de Jacques Rose, tout juste libéré de prison, le CIPP mettra en branle la campagne «Libérons Paul Rose». Malgré le combat que mène le CIPP, Paul Rose ne demandera jamais le statut de prisonnier politique à proprement parler. Il réclame surtout d'être traité comme les autres détenus, estimant que le système pénal le traite différemment pour des motifs politiques. En août 1980, le CIPP plaidera sa cause jusqu'à l'Organisation des Nations unies (ONU). Le 18 octobre de la même année, à l'occasion des dix ans de la proclamation de la Loi des mesures de guerre, le CIPP réunit 4000 personnes à une soirée commémorative au Cégep du Vieux-Montréal. La libération de Paul Rose n'est pas l'unique objectif du CIPP, qui vise également la libération d'une douzaine de détenus felquistes incarcérés dans des pénitenciers fédéraux et l'amnistie des militants du FLQ exilés à l'étranger. L'opération «Libération», vouée à ces objectifs, bénéficie d'un important soutien populaire alors qu'elle produit une pétition de 50 000 signatures.

### Mort
Atteinte du cancer du sein, Rose Rose meurt le 22 janvier 1981 à Montréal. Elle avait 66 ans. Alors qu'elle est mourante, les autorités carcérales n'autorise pas Paul Rose à sortir la voir une dernière fois, ce qui fait scandale dans les médias. Le 27 janvier 1981, il a toutefois droit à une sortie de prison pour assister aux funérailles de sa mère. Il prononce alors un discours pour lui rendre hommage:

« Cette femme là c’est plus que ma mère, cette femme là m’a mis au monde une première fois en tant qu’individu, elle m’a mis au monde une deuxième fois en tant qu’individu dans une collectivité avec des responsabilités face à cette collectivité là, face à tous ces gens qui nous entourent, et aujourd’hui j’ai vraiment pas le gout de brailler devant cette femme qui nous quitte, et je reprends les paroles qu’elle m’avait dit le jour où j’ai été condamné à la perpétuité, lors du premier procès, elle était venue me voir, on nous avait accordés 30 minutes pour se rencontrer, elle est venue me voir après la sentence, elle m’a dit : « Quand je vais sortir d’ici, les journalistes m’attendent en bas, je veux pas brailler devant eux autres parce que oui c’est vrai que j’ai de la douleur en dedans de moi, mais c’est pas ça qui est le plus important, j’ai d’autres choses de plus important que ça, c’est la fierté! Je suis fier de toi Paul, c’est ça qu’elle m’a dit. Aujourd’hui c’est ça que je lui dis, je lui dis «J’ai pas le gout de brailler m’an, ma grande amie j’ai pas le gout de brailler, je suis fier de toi!» »

Paul Rose sera libéré sous conditions en décembre 1982, soit presque deux ans après le décès de sa mère.

## Postérité
Rose Rose est l'une des principales protagonistes du documentaire Les Rose, que son petit-fils, le cinéaste Félix Rose, sort en 2020 à l'occasion des cinquante ans de la crise d'Octobre. Pour certains journalistes, Rose Rose est l'un des éléments les plus intéressants du film:
- La grande découverte de ce film-là est Rose Rose, la mère de Paul Rose, qui est une femme sans beaucoup d’instruction, mais avec un charisme, un engagement et une générosité incroyables[17]. »  - Nathalie Petrowski dans « Pénélope », Radio-Canada
- « Mine de rien, c’est un film qui montre absolument des personnages extraordinaires, je pense évidemment surtout à Rose Rose, la mère de la famille qui est une femme extraordinaire qui, avec son mari, forme un couple typiquement québécois, le père on le voit tout le temps, il est dans les marches, les manifs, mais il ne dit jamais rien et la mère c’est celle qui tient la famille debout, qui prend la parole, c’est celle qui va se battre pour libérer les enfants[18]. » - George Privet, Radio-Canada